# Chrysler CM
Der Chrysler Serie CM war ein PKW der Mittelklasse, den Chrysler in Detroit in den Modelljahren 1931 und 1932 herstellte. Er ersetzte die Serie 66 und stellte die mittlere Chrysler-Modellreihe dar.
Der Wagen besaß einen seitengesteuerten 6-Zylinder-Reihenmotor mit 3.569 cm³ Hubraum, der 78 bhp (57 kW) Leistung abgab. Über eine Einscheiben-Trockenkupplung und ein Dreiganggetriebe mit Mittelschaltung wurden die Hinterräder angetrieben. Serienmäßig waren alle vier Räder hydraulisch gebremst. Es wurden sieben verschiedene Karosserien angeboten, die im Wesentlichen denen des Vorgängermodells entsprachen. Die Wagen hatten einen neuen V-förmigen Kühlergrill und einen Niederrahmen, der sie sehr schnittig erscheinen ließ.
Diese Modellreihe wurde auch noch 1932 mit kleinen Änderungen weitergebaut. Insgesamt entstanden 38.817 Exemplare. Noch im Modelljahr 1932 ersetzte die überarbeitete Serie CI die Serie CM.

## Quelle
- Beverly R. Kimes, Henry A. Clark: Standard Catalog of American Cars 1805–1942. Krause Publications, Iola 1985, ISBN 0-87341-045-9.